# Комаровское сельское поселение (Чечня)
Комаровское се́льское поселе́ние — муниципальное образование в Надтеречном районе Чечни Российской Федерации.
Административный центр — село Комарово.

## История
Статус и границы сельского поселения установлены Законом Чеченской Республики от 20 февраля 2009 года № 16-РЗ «Об образовании муниципального образования Надтеречный район и муниципальных образований, входящих в его состав, установлении их границ и наделении их соответствующим статусом муниципального района и сельского поселения».

## Население
| 2010  | 2012  | 2013  | 2014  | 2015  | 2016  | 2017  |
| ----- | ----- | ----- | ----- | ----- | ----- | ----- |
| 1284  | ↗1307 | ↗1332 | ↗1334 | ↗1363 | ↗1369 | ↗1382 |
| 2018  | 2019  | 2020  | 2021  | 2023  | 2024  |       |
| ↗1391 | ↗1423 | ↗1431 | ↘1116 | ↘1101 | ↘1090 |       |

## Состав сельского поселения
| № | Населённый пункт | Тип населённого пункта       | Население |
| - | ---------------- | ---------------------------- | --------- |
| 1 | Комарово         | село, административный центр | ↘1090     |